# 은척면
은척면(銀尺面)은 대한민국 경상북도 상주시의 면이다. 인구소멸 위험지수가 전국 읍·면·동 최저치인 0.03을 기록하여 사실상 소멸단계에 접어들기 시작하였다.

## 행정 구역
- 봉중리 (면소재지)
- 봉상리
- 우기리
- 남곡리
- 문암리
- 두곡리
- 장암리
- 무릉리
- 황령리
- 하흘리

## 역대 면장
- 1대 이병욱 (1914.5.8 ~ 1915.11.11)
- 2대 김석균 (1915.12.7 ~ 1917.6.10)
- 3대 이병욱 (1917.6.11 ~ 1923.3.10)
- 4대 유시형 (1923.3.18 ~ 1927.3.30)
- 5대 싱의수 (1927.4.1 ~ 1933.8.9)
- 6대 노석구 (1933.8.17 ~ 1941.4.4)
- 7대 남이원 (1941.4.18 ~ 1944.4.5)
- 8대 성익환 (1944.4.21 ~ 1944.11.22)
- 9대 정용진 (1944.11.30 ~ 1945.8.15)
- 10대 이사승 (1945.10.6 ~ 1947.5.10)
- 11대 유해권 (1947.6.1 ~ 1951.6.16)
- 12대 유승진 (1951.9.23 ~ 1953.3.25)
- 13대 유해권 (1953.4.29 ~ 1957.4.28)
- 14대 성용환 (1957.4.29 ~ 1960.4.28)
- 15대 성용환 (1960.5.24 ~ 1960.11.14)
- 16대 성용환 (1960.12.26 ~ 1961.6.20)
- 17대 정명억 (1961.7.11 ~ 1963.2.28)
- 18대 김이수 (1963.3.1 ~ 1968.3.31)
- 19대 김기동 (1968.4.1 ~ 1970.6.15)
- 20대 김근식 (1970.6.16 ~ 1971.10.9)
- 21대 성원환 (1971.10.10 ~ 1972.9.5)
- 22대 이석덕 (1972.9.6 ~ 1973.4.16)
- 23대 성원환 (1973.4.17 ~ 1975.6.15)
- 24대 김영배 (1975.6.16 ~ 1970.10.23)
- 25대 김이수 (1970.11.14 ~ 1979.2.27)
- 26대 이수섭 (1979.2.28 ~ 1980.7.14)
- 27대 김동원 (1980.7.15 ~ 1983.12.30)
- 28대 김영배 (1983.12.31 ~ 1986.8.24)
- 29대 박욱화 (1983.8.25 ~ 1988.7.13)
- 30대 장재도 (1988.7.14 ~ 1992.12.31)
- 31대 남만희 (1993.1.1 ~ 1995.6.29)
- 32대 남영원 (1995.9.21 ~ 1996.6.29)
- 33대 임정철 (1996.7.11 ~ 1998.6.29)
- 34대 권영대 (1998.10.19 ~ 2000.7.23)
- 35대 배태식 (2000.7.24 ~ 2002.8.4)
- 36대 김재만 (2002.8.5 ~ 2004.8.29)
- 37대 박병우 (2004.8.30 ~ 2007.2.27)
- 38대 윤종수 (2007.2.28 ~ 2008.6.20)
- 39대 성재열 (2008.8.13 ~ 2010.6.30)
- 40대 조남진 (2010.8.16 ~ 2011.1.20)
- 41대 송재엽 (2011.1.21 ~ 2012.1.19)
- 42대 함창호 (2012.1.20 ~ 2013.7.21)
- 43대 장상열 (2013.7.22 ~ 2014.7.27)
- 44대 차영덕 (2014.7.28 ~ 2015.6.30)
- 45대 정상호 (2015.7.13 ~ 2017.12.31)
- 46대 안정백 (2018.1.1 ~ 2018.12.31)
- 47대 임용래 (2019.1.1 ~ 2020.12.31)
- 48대 차영수 (2021.1.1 ~ 2022.6.30)
- 49대 남정억 (2022.7.1 ~ 2023.12.31)
- 50대 박일용 (2024.1.1 ~ 현재)